# Rana profaza
Predprofaza ili rana profaza je jedna od podfaza mitoze. U životinjskih ta faza ne postoji, a kod biljnih to je prva podfaza mitoze, nakon koje slijedi prometafaza.
Budući da je u podfazi interfaze S DNK udvostručena, kromosomi su dvostruki. Situacija je da se tada velika središnja vakuola prostire najvećim dijelom stanice, skoro 90%, stanična se jezgra mora premjestiti u središnji dio stanice. Tada se stvaraju citoplazmatske vrpce unutar koji se nalaze mikrofilamenti (aktinske niti). Te vrpce prodru kroz tu središnju vakuolu i spoje se s okolinom jezgre. Pomoću tih niti jezgra se povlači prema središnjem dijelu stanice. Citoplazmatske vrpce se spajaju na mjestu buduće ekvatorske ravnine. Spoj je popriječan. Spoj koji naprave citoplazmatske vrpce u sredini stanice tvori citoplazmatski prostor. Tad je to jedna struktura koju nazivamo fragmosom. Neposredno ispod plazmatske membrane nastaje gusti snop mikrocjevčica i mikrofilamenata u obliku predprofaznog prstena koji podupiru fragmosom.
U predprofazi počinje polimerizacija tubulina u mikrotubule u ovojnici.